# Лайгуеля
Лайгуѐля (на италиански: Laigueglia; на лигурски: Lengueggia, Ленгуеджа) е пристанищно село и община в Северна Италия, провинция Савона, регион Лигурия. Разположено е на брега на Лигурско море, на лигурското Западно крайбрежие. Населението на общината е 1789 души (към 2011 г.).